# 笑 (笹川美和の曲)
「笑」（わらい）は、笹川美和の1枚目のシングル。

## 概要
- メジャー・デビューシングルで、キリンビバレッジ「小岩井純水果汁」のCMソングに起用された。
- 2003年内限定生産としてリリースされ、500円という低価格で販売された。

## 収録曲
1. 笑
  - 作詞・作曲：笹川美和／編曲：林有三

キリンビバレッジ「小岩井純水果汁」CMソング
テレビ東京系「JAPAN COUNTDOWN」オープニングテーマ
NHK総合 「限界集落住んでみた」 エンディング曲
2. 願いごと(Solo Performance Version) 
  - 作詞・作曲：笹川美和